# إندبيندنس أوف ذا سيز
إندبيندنس أوف ذا سيز (بالإنجليزية: Independence of the Seas) هي سفينة سياحية من فئة فريدوم مملوكة من قبل شركة رويال كاريبيان إنترناشيونال، دخلت الخدمة في عام 2008.